# Czobor Alfréd
Czobor Alfréd (Czuberka; Štípa, 1883. január 2. – Balatonzamárdi, 1959. július 31.) levéltáros, történész.

## Élete
1905-ben a budapesti egyetemen szerzett történelem–latin szakos középiskolai tanári diplomát és 1906-ban bölcsészdoktori oklevelet. 1906-1907-ben két félévig jogot hallgatott. 1906-ban a Magyar Nemzeti Múzeumban gyakornok és levéltári fogalmazói szakvizsgát tett a Magyar Országos Levéltárban. 1907-től Abaúj-Torna vármegye főlevéltárosa. 1923-ban visszakerült az MNM-hoz. 1934-től az Országos Levéltárban működött tovább mint főlevéltáros. 1942-ben nyugalomba vonult.
A Magyar Heraldikai és Genealógiai Társaság főtitkára volt. Szerkesztette a Turul és Kemény Lajossal a Közlemények Abaúj-Torna vármegye és Kassa múltjából című folyóiratot. Munkatársa volt az Új Idők Lexikonának. 1918-ig a kassai Kazinczy Társaság első jegyzője. 1941-től a Szent István Akadémia tagja.

## Elismerései
- 1911 Az MTA Vigyázó Ferenc-jutalma

## Művei
- 1906 Kuruckori fegyverek. Budapest.
- 1910 IV. (kun) László két adománylevele.
- 1910-1911 Abauj- és Tornavármegye nemeseinek összeirásai.
- 1911 Társadalmi élet a Thököly és Rákóczi-korban. Budapest.
- 1912 Abaúj-Torna vármegye az utolsó nemesi felkelésben 1809. Kassa.
- 1912 Abaujvármegye régi zászlója.
- 1912 Hol tartotta régen Abaújvármegye közgyűléseit?
- 1913 Hazánk és a krakkói egyetem bíráskodási joga.
- 1913 Vadászati szabályok 1839-ből.
- 1918 A kassai színészet története. Kassa.
- 1925 Országos levéltár felállításának terve 1701-ben és az ország iratainak korábbi megőrzése.
- 1935 A Rákócziak címere és pecsétjeik. Turul 49.
- 1935 A Helmecziek nemzetsége a középkorban és annak Korláth-ága. Turul 49.
- 1937-1942 A Magyar Nemzeti Múzeum könyvtárának czímereslevelei III-VIII. Budapest. (társszerző Áldásy Antal)